# José Joaquim Domingues Carneiro
José Joaquim Domingues Carneiro (Jucás, 21 de setembro de 1826 — Fortaleza, 9 de setembro de 1915) foi um advogado, magistrado e político brasileiro. Foi senador pelo Estado do Ceará de 1909 a 1910, além de promotor, delegado de polícia, procurador da Fazenda Nacional e desembargador do Tribunal de Justiça do Ceará.

## Biografia
Nasceu na então vila de São Mateus (atual município de Jucás), filho de Joaquim Domingues Carneiro, em cuja companhia mudou-se para São Bernardo das Russas, em 1843.
Em 1854, frequentou as aulas de Francês e Latim no Liceu de Fortaleza, sendo que iniciara o estudo desta última disciplina com o seu pai e o continuara com o professor Joaquim José Rodrigues de Carvalho, pai de Lino Deodato Rodrigues de Carvalho, ex-bispo de São Paulo. Concluindo, em 1858, no Colégio das Artes do Recife, os preparatórios então exigidos para a entrada na Faculdade de Direito da referida cidade, nela se matriculou no ano seguinte, pela qual se bacharelou em 1863.
De volta a Russas, dedicou-se à advocacia, porém, insatisfeito com os rendimentos da profissão, em 1865, resolveu solicitar uma promotoria. Foi então nomeado para a comarca de Aquiraz em 14 de junho daquele ano, assumindo o exercício seis dias depois na vila de Cascavel, termo reunido, onde residia o juiz de direito da comarca, Hipólito Cassiano Pamplona, e da qual se retirou para Russas, em 13 de dezembro, em gozo de licença que pediu logo após o falecimento de sua mãe. Exonerou-se do cargo em 15 de fevereiro seguinte, resolvido a permanecer em companhia de seu pai, que se encontrava adoentado. Assim, por decreto de 31 de agosto de 1866, foi nomeado juiz municipal e de órfãos do termo de Russas, cargo para o qual foi reconduzido em 30 de janeiro de 1870.
Por dec. de 1 de março de 1873, foi nomeado juiz de direito da comarca do Inhamuns e assumiu o exercício em 18 de julho na vila de Maria Pereira (hoje Mombaça), termo reunido da comarca, por estarem então grassando com intensidade e fazendo vítimas febres de mau caráter na vila de São João do Príncipe (Tauá), onde assumiu o exercício no dia 1 de outubro de 1874. Foi removido, por dec. de 7 de maio de 1879, para a comarca de Granja, onde permaneceu até 8 de janeiro de 1891. Nesse ínterim, fora nomeado para as comarcas de Pacatuba, em 1880, e de Aracati, em 1881, ambas remoções julgadas sem efeito.
Assumiu a comarca de Baturité em 15 de janeiro de 1891, porém, por decreto de 21 de fevereiro, foi nomeado desembargador da Relação do Ceará, empossado em 23 de março e, no dia seguinte, foi nomeado procurador da Soberania e Fazenda Nacional perante aquele tribunal. Na organização da Justiça Estadual foi de novo desembargador por dec. de 30 de junho do mesmo ano, e, prestando compromisso, assumiu o exercício em 16 de julho, dia previamente marcado para a posse do pessoal da Justiça de todo o estado. Desde esse tempo até aposentar-se exerceu sempre o cargo de presidente do tribunal, porquanto a disposição do art. 50 da Constituição Estadual de 1891 mandando que o presidente fosse o mais antigo em exercício foi mantida pelo art. 79 da Constituição de 12 de julho de 1892.
Além dos referidos cargos de magistratura, o desembargador Domingues Carneiro exerceu mais os de inspetor literário na comarca de Aquiraz e inspetor das escolas e delegado de polícia em São Bernardo das Russas, exercendo este último de 16 de dezembro de 1866 a 19 de agosto de 1868, quando obteve sua exoneração, por que, apesar de liberal, foi exceptuado a pedido dos chefes conservadores de Russas e Limoeiro na derrubada que se seguiu à ascensão do Partido Conservador.
Na eleição de 10 de fevereiro de 1891, foi eleito membro do Congresso Constituinte do Estado, tomando parte nos trabalhos, como presidente de 6 de maio a 15 de julho e de 1 de outubro a 15 de janeiro de 1892. Aposentado como desembargador, foi eleito senador da República em 1909, em substituição a Francisco Sá, ministro no governo Nilo Peçanha, e resignando o posto foi substituído por sua vez pelo dito Dr. Sá.
Faleceu às vésperas de seu 79.º aniversário natalício, em Fortaleza. Foi casado com Ana de Araújo Domingues Carneiro, com quem é sabido que teve pelo menos um filho, José de Araújo Domingues Carneiro, médico e político.